# Tragia ceanothifolia
Tragia ceanothifolia är en törelväxtart som beskrevs av Radcl.-sm.. Tragia ceanothifolia ingår i släktet Tragia och familjen törelväxter. Inga underarter finns listade i Catalogue of Life.